# Solbiate Arno
Solbiate Arno é uma comuna italiana da região da Lombardia, província de Varese, com cerca de 4.026 habitantes. Estende-se por uma área de 3 km², tendo uma densidade populacional de 1342 hab/km². Faz fronteira com Albizzate, Carnago, Caronno Varesino, Jerago con Orago, Oggiona con Santo Stefano.

## Demografia
| Variação demográfica do município entre 1861 e 2011                               |
|                                                                                   |
| Fonte: Istituto Nazionale di Statistica (ISTAT) - Elaboração gráfica da Wikipedia |